# Alfredo Castelli

Firma di Alfredo Castelli

Alfredo Giuseppe Castelli (Milano, 26 giugno 1947 – Milano, 7 febbraio 2024) è stato un fumettista e critico letterario italiano, noto soprattutto per aver ideato, nel 1982, la sua serie a fumetti di maggior successo: Martin Mystère, detective dell'impossibile, tuttora pubblicata da Sergio Bonelli Editore con cadenza mensile. È stato anche uno storico del fumetto e di letteratura popolare..

## Biografia
Il suo esordio in campo professionale inizia nel 1965, appena diciottenne, con la creazione del personaggio di Scheletrino, serie a fumetti di genere satirico-umoristico di cui curò testi e disegni e che venne pubblicata in appendice a Diabolik, pubblicato dalla casa editrice Astorina. Per lo stesso editore sviluppò in seguito anche soggetti e poi sceneggiature per la serie Diabolik. Nel 1966 ideò la prima rivista amatoriale del fumetto italiano, Comics Club 104, esperimento che poi ripeté, con maggiore maturità e profondità, in altre riviste sul fumetto italiano, come ad esempio Tilt. Dal 1966 realizzò anche numerose storie di Cucciolo e Tiramolla per le Edizioni Alpe e alcune di Topolino per la Mondadori. Sempre tra gli anni 1960 e 1970 Castelli scrisse inoltre i testi di alcune serie televisive della RAI e di alcuni caroselli a cartoni animati.
Il 1967 vede Castelli impegnato con la casa editrice Universo, per la quale ha scritto episodi di Pedrito el Drito, Rocky Rider e Piccola Eva.
Nel 1969, con Pier Carpi (altro autore di Diabolik), ha creatoHorror, rivista mensile dove pubblicare fumetti, articoli, interviste e notizie accomunate dal tema dell'orrore. Pubblicata dalla Sansoni di Gino Sansoni (marito di Angela Giussani, la creatrice di Diabolik), raccolse anche interviste ai registi Lamberto Bava e Dario Argento e notizie riguardo al cinema non italiano e indipendente; canalizzò inoltre un buon pubblico nonostante l'inesperienza della redazione, grazie anche al personaggio di "Zio Boris" creato da Castelli espressamente per la rivista, protagonista di una serie a strisce horror comica. Sempre nel 1969, con Mario Gomboli, Marco Baratelli e Carlo Peroni crea Tilt, inizialmente come fanzine, durata però un solo numero, prima di essere ricostituita dalla redazione del Corriere dei Ragazzi con gli stessi autori a cui si aggiunse Tiziano Sclavi. Nello stesso anno collabora con il regista Luigi Cozzi facendo lo sceneggiatore del suo primo film sperimentale, Il tunnel sotto il mondo.
Nel 1970 inizia la sua collaborazione con Il Corriere dei Ragazzi, periodo durante il quale creò numerose serie, alla cui lavorazione contribuirono talenti come Sclavi, Bonvi, Ferdinando Tacconi, Daniele Fagarazzi e Carlo Peroni, con personaggi bizzarri e fuori dai canoni, animati da una fervida ironia e sagacia.
L'Ombra, Otto Kruntz, L'Omino Bufo (disegnato da lui stesso), personaggio autoparodico, e anche i fortunatissimi Gli Aristocratici, su disegni di Tacconi (1973). Con Supergulp ha ideato Allan Quatermain, personaggio utilizzato in seguito come modello per la successiva creazione di Martin Mystère, nel quale si evidenzia l'inclinazione dell'autore per un mix di generi fantastico, avventuroso e storico, all'insegna della fascinazione per il "misterioso" e per la ricerca in senso lato.

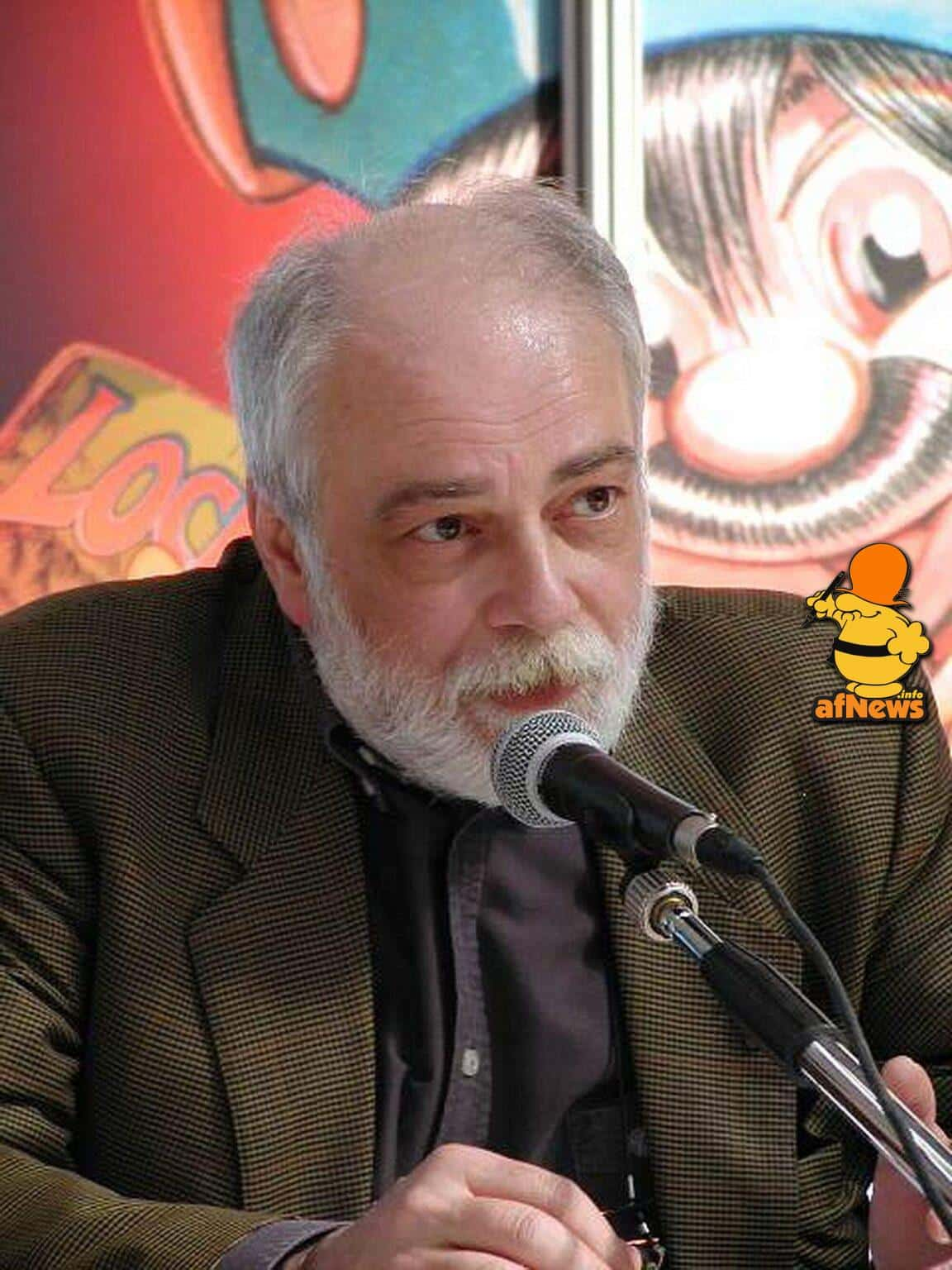
Alfredo Castelli - foto Goria 2002

Per Bonelli Editore, prima di Martin Mystère, Castelli ha scritto per Zagor (1971 e poi nel 1976). A partire dal 1976 inizia una collaborazione stabile con la casa editrice, cominciando a sceneggiare Ken Parker ma soprattutto Mister No, di cui ha scritto oltre sessanta numeri, fra cui Destinazione Haiti, Eldorado, Accusa di omicidio, Intrigo internazionale, Cinema crudele, La città del crimine, Le montagne della luna e La diga del deserto.
Castelli ha inoltre diretto, creato e collaborato a numerose riviste: oltre alle già citate Il Giornalino e Corriere dei Ragazzi, Tilt e Horror, vi fu anche Eureka, da lui diretta insieme a Silver per una dozzina di numeri a cavallo tra il 1983 e il 1984.
Castelli ha ideato nel 1991 il mazzo di carte Martin Mystère: Tarocchi di Atlantide, disegnato da Giancarlo Alessandrini e pubblicato da Lo Scarabeo di Torino con la supervisione di Pietro Alligo e Giordano Berti.
Nel 1997 ha realizzato, insieme a Guglielmo Duccoli e Giorgio Schottler, le sceneggiature per la docufiction di Italia 1 "AleX, indagini su mondi segreti", sei puntate dedicate al mistero.
Negli ultimi anni, infine, ha affiancato alla sua attività di autore e di redattore quella di storico del fumetto. Castelli ha svolto infatti una lunga ricerca storica e filologica dedicata alla fase delle "origini", pubblicando in particolare un ampio volume illustrato - intitolato Eccoci ancora qui (2006) - dedicato al fumetto americano tra fine Ottocento e primi del Novecento.
Negli anni gli sono state dedicate diverse pubblicazioni biografiche da parte di varie associazioni ed enti legati al mondo del fumetto, tra cui Castelli 25 (Associazione Nazionale Amici del Fumetto e dell'Illustrazione) per i 25 anni di carriera, Alfredo Castelli - Storie e Mysteri di un grande narratore (Napoli Comicon) e Castelli di Carta (A.Mys., Associazione Culturale Nipoti di Martin Mystère), entrambi per il quarantennale di carriera.
Alfredo Castelli è morto a Milano la mattina del 7 febbraio 2024, dopo una lunga malattia, all'età di 76 anni. Il funerale è stato celebrato nella chiesa di San Pietro in Sala; in seguito Castelli è stato tumulato al Cimitero Monumentale in un colombaro.

## Opere
- Castelli 50: il prequel: prima di Martin Mystère e dell'Omino Bufo, Roma, Comicout, 2015, ISBN 978-88-97926-12-2.
- Fantomas. Un secolo di terrore, dicembre 2011
- Fumettisti d'invenzione. Gli autori di fumetti nella fiction: al cinema, in televisione. nella narrativa, nella letteratura disegnata, alla radio e in altri media, 2010
- Martin Mystère - La sceneggiatura N.1 - Il mystero delle nuvole parlanti, 2009
- L'altro Yellow Kid - L'altro Little Nemo, Comicon, 2010 [48 pagine, col., 21 x 29,5 cm, spillato, con allegato. Pubblicato in occasione della XII edizione del salone internazionale del fumetto e dell'animazione, Napoli 30 aprile - 2 maggio 2010.] - ISBN 978-88-88869-32-2
- Chicago Sontag Tribune. Gli autori tedeschi del Chicago Tribune, Boopen [48 pagine, col., 21 x 29,7 cm, spillato, con allegato] - ISBN 978-88-6223-086-5
- Eccoci ancora qui, 2006
- L'omino bufo. 33 anni per niente!, 2006
- Il segreto delle Ande, Oscar Mondadori, 2001
- L'isola dei morti, mostra "L'Arcadia di Arnold Bocklin" a Firenze, mar/apr 2001
- In viaggio sui Navigli, per la mostra omonima a Pavia - 1 giu 2001
- La macchina pensante mostra Fantascienza, Trento 1999 (litografia allegata)
- I classici del fumetto: Martin Mystere, Ed. Bur, 1999
- I mondi segreti di Martin Mystere, Oscar Mondadori, 1998
- Jumbo: da ramarro a Martin Mystere, speciale "Cartoon 2000", Bologna 1998
- Che fine ha fatto Kurt Katzenjammer?, Salone del libro di Torino, 1997
- Codici, archivi, reti & misteri, Salone del libro di Torino, 1997
- Gulp! mostra Genova Comics, 1997
- I mondi impossibili di Martin Mystere, Oscar Mondadori, 1997
- Il cielo dei sargassi, Deiva Marina, 1996
- La fine del mondo: I misteri di Martin Mystere (allegato a "I Misteri" n.11/1996 - ediz. Cioè)
- Il mistero delle nuvole parlanti (Sceneggiatura) - Ed. Centro fum. A. Pazienza, 1996
- Come un libro stampato, Salone del libro di Torino, 1995
- Illesrob eladepso (Ospedale Borselli), con R. Roda, G. Alessandrini, F. De Vescovi, ed. Megalito di Tosi, comune di Bondeno, Sergio Bonelli Editore in collaborazione col Centro Etnografico Ferrarese, 1995
- Le macchine impossibili, allegato a "I Misteri" n.6/1995 - ediz. Cioè
- I sentieri della paura (Bonelli/il megalito di Tosi/centro etnografico ferrarese, 1995)
- Il carnevale a fumetti, comune di Foiano, 1994
- I misteri di Bondeno, comune di Bondeno, 1994
- Il ritorno dell'etrusco, Hazard ed. per la mostra su Spina, 1994
- Il mistero della camera rossa, suppl. alla collana Grandi avventure, Caf 1994
- Come si racconta l'impossibile, comune di Ferrara e Provincia di Vercelli, 1994
- L'amuleto di Tin Hinan, suppl. Albi Grandi Avventure, Caf 1994
- Al di là della morte, Hazard ediz., 1993
- I misteri del vercellese, provincia di Vercelli, 1993
- Immagini & Parole, Tornado Press, 1993 (Speciale su Alessandrini)
- I mondi magici di Martin Mystere, Oscar Mondadori, 1993
- I misteri del delta del Po', comuni valli di Comacchio nonché comune e provincia di Ferrara, 1992
- Il mistero delle nuvole parlanti e sovra copertina Mr. Java per ExpoCartoons
- Il mondo di Martin Mystere, espansione per il gioco di ruolo di Dylan Dog - Das Product, Firenze 1992
- Il viaggiatore del tempo, Sorrisi & Canzoni TV, 1992
- Index enciclopedico di Martin Mystere, n. 4/1996 - ed.lo Scarabocchio
- Indice analitico - aprile 1982-marzo 1992, Glamour International Production, 1992
- I mondi perduti di Martin Mystere, Oscar Mondadori, 1992
- La storia mysteriosa del mondo (L'integrale speciale fuori serie) Hazard, 2001
- L'enciclopedia dei misteri, Oscar Mondadori, 1993
- Lo strano caso del prof. Martin Mystere e del dottor Allan Quatermain (suppl. a Il fumetto, 1990)
- Martin Clystere, Ed. Zero Press, ott. 1996
- Martin Mystere e i misteri del mar Ligure
- Martin Mystere e Dylan Dog, Oscar Mondadori, 1995
- Martin Mystere "Detective dell'impossibile", Mondadori, 1993 (volume gigante)
- Martin Mystere Trivia, Graffiti, 1991
- Martin Mystere: il detective dell'impossibile (Romanzo - collana le due lune, 1991) 1ª ed.: Malipiero, 1991; 2ª ed.: Franco Panini, 1992; 3ª ed.: Franco Panini, 1993
- Martin Mystere: la spada di re Artù (Romanzo), Panini & le due lune ed., 1992
- Martin Mystere e Zona X, A. Tesauro ed., 1996
- Milano esotica - Le guide insolite di Martin Mystere (ed. Epierre) + allegato albetto guida a 232 ristoranti
- Martin Mystère - The Book, Phoenix (1999) - con le storie disegnate da Palumbo
- Misteri: istruzioni per l'uso di Martin Mystere (ed. Uniclopi, 1996)
- Mistero a Pompei, Ferrara arte, 1997
- Mistero a Copan, Skira/Bonelli, 1998
- Mysteri a Milano, Comiconvention, Milano 26 novembre 93
- Mysteriosamente: 10 casi impossibili per Martin Mystere (salone del libro di Torino, 1998)
- Nel tempio dei misteri - Glamour, 1993 (+ allegato albetto "indice analitico 2")
- Nostra signora degli enigmi (mostra Mystfest di Cattolica, 1997)
- One pagers (suppl. Collana grandi avventure, 1996)
- Raccontare Martin Mystere (Alessandro distribuzioni, 1992)
- Scendendo altrove (di Castelli-Palumbo) ed. Phoenix-Bonelli, 1995
- Se a Milano ci fosse il mare (ass. Amici dei Navigli e comune di Milano, 1995) + cartellina con copertina
- Spina la città ritrovata (omonima mostra, Ferrara 93/94)
- The secret books of Glamour, 1990 (+ allegato albetto "invasione elettronica")
- The secret books of Glamour, 1991 (+ allegato albetto "il buon vecchio zio Marty")
- The secret books of Glamour 1, 1991 (formato lungo)
- The secret books of Glamour 2, 1992 (formato lungo + allegato albetto "Indice Analitico")
- Una storia impossibile (albo speciale n.6 di Cronaca di Topolinia, marzo 2000)
- Eccoci ancora qui!, saggio sul fumetto delle origini

## Riconoscimenti
- Premio Yellow Kid al Salone Internazionale dei Comics nel 1970 e nel 1996.